# 南部はっと

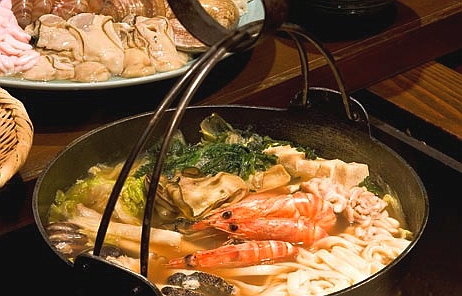
南部はっと鍋

南部はっと（なんぶはっと）は、岩手県の新しい郷土料理であり魚介類をふんだんに使った汁うどんを煮込んだ鍋料理である。南部はっと鍋とも呼ばれる。

## 概要
はっととは、茨城県と福島県の境にある八溝山周辺から、宮城県の大崎地方・栗原・登米地方、岩手県の一関・奥州市地方など、主に東北地方に伝わる小麦粉に水を加えて良く練り、熟成させて薄く延ばした生地を茹で上げる小麦粉料理のことである。このはっとを幅のやや広い麺状（うどん）にし、具に三陸海岸直送のタラ、タラの白子、ハマグリ、ホタテ貝、エビ、カキなどと旬の野菜がたっぷり使用し、昆布だしに薄く醤油で味付けした出汁で煮込んだうどんの鍋料理として、1980年代後半に考案されたものである。鍋には、新たに、この料理の為にオリジナルで作られた南部鉄器製の鍋を使用することが特徴である。

## 起源
はっと自体は古くから存在する郷土料理であるが、地元でとれる海産物と地元の有名な南部鉄器を用いた新しい郷土料理として1987年（昭和62年）に考案されたものである。